# Каргин, Михаил Иванович
Михаил Иванович Каргин (1 января 1936 — 20 марта 2010) — советский и российский организатор рыбного хозяйства, начальник Всесоюзного рыбопромышленного объединения (ВРПО) «Севрыба» г. Мурманск (1979—1989), депутат Верховного Совета СССР.

## Биография
В 1959 г. окончил факультет судовождения Мурманского ВМУ.
- 1959—1963 гг. — третий помощник капитана СРТ «Нюхча» № 4237;
- 1963—1964 гг. — старший помощник капитана СРТ-165 «Балхаш» в Управлении «Мурмансельдь»;
- 1964—1965 гг. — старший помощник капитана ПБ «Печенга»;
- 1965—1969 гг. — капитан-директор ПБ «А. Хлобыстов», «Севрыба», «Профессор Баранов»;
- 1969—1974 гг. — начальник отдела безопасности мореплавания ГУ «Севрыбхолодфлота», заместитель. начальника ГУ «Севрыба»;
- 1974—1979 гг. — начальник управления «Севрыбхолодфлот»;
- 1979—1989 гг. — начальник ВРПО «Севрыба» г. Мурманск. Организатор новых технологий лова и обработки рыбы, участник освоения новых плавбаз и технологии круглогодичного лова мойвы;
- 1989—1993 гг. — представитель МРХ СССР в Республике Перу;
- с 1993 г. — директор Ассоциации «Костромарыбхоз» г. Кострома.

Депутат Совета Союза Верховного Совета 11-го созыва (1984-1989) от Мурманской области. Делегат XXVI съезда КПСС (1986), был членом бюро Мурманского обкома КПСС, депутат Мурманского областного Совета депутатов.
Похоронен на Почётной аллее нового городского кладбища Мурманска.Каргин Михаил Иванович, 01.01.1936 года рождения, место рождения: хутор Климовка Боковского района Ростовской области.
Каргин Михаил Иванович начал свою трудовую деятельность в 13 лет,  в колхозе им. Карла Маркса Боковского района Ростовской области в должности помощника комбайнёра.
- После окончания средней школы в 1953 году, поступил в Мурманское Высшее Морское училище, которое окончил в марте 1959 года и получил назначение в Управление "Мурмансельдь" - штурманом на промысловые суда, где через 6 лет получил диплом Капитана Дальнего Плавания.
- В 1966 году, в возрасте 30 лет, был назначен капитаном-директором крупнейшей на Северном бассейне плавбазы "Севрыба". Осенью того же года, будучи капитаном-директором плавбазы "Алексей Хлобыстов", работал в первой группе кошельковых судов главка "Севрыба" на промысле сельди в Норвежском море. Во время 105-суточного рейса отрабатывлась схема взаимодействия промысловых судов с плавбазой. При этом, впервые в практике океанического рыболовства, был применён метод кормовой швартовки плавбазы к лежащему в замёте промысловому судну. Этот метод был изобретён и отработан Каргиным М. И.
- С начала 1967 года Каргин Михаил Иванович был откомандирован в Республику Польша, г. Гданьск, где он работал в качестве заместителя Председателя приёмной комиссии, курируя строительство головной плавбазы проекта Б-69 "Профессор Баранов". При строительстве этой плавбазы судостроителями Гданьской верфи были предприняты несколько попыток диверсий (неоднократные поджоги во время постройки и гарантийного ремонта), а также саботажей для сокрытия установок ими некачественных судовых агрегатов, которые были успешно предотвращены при руководстве и непосредственном участии Каргина М.И., тем самым он не допустил нанесения огромного материального ущерба рыбной отрасли Северного бассейна и нашей стране в целом.
- В конце 1969 года Каргин Михаил Иванович был назначен Главным капитаном ГУ "Севрыба". Работая на этой должности, проводил в море по 6-7 месяцев в году, проверяя постановку штурманской службы на промысловых, перерабатывающих и транспортных судах, одновременно исполняя обязанности Флагмана Главка в разных районах промысла.
- Летом 1970 года он открыл новый район промысла мойвы у западного побережья островов Новая Земля. В 1972 году Михаил Иванович был назначен заместителем Начальника ГУ "Севрыба" по флоту. В том же году внёс предложение по переоборудованию двух бывших сельдяных плавбаз проекта Б-62 для производства рыбной муки из мелких, т.н. "технических" пород рыб. Это предложение получило поддержку. Были переоборудованы 4 плавбазы: две - для "Севрыбы" и две - для "Дальрыбы".
- Летом 1974 года Каргин Михаил Иванович был назначен Начальником приёмо-транспортного флота Северного бассейна - Управления "Севрыбхолодфлот". В этой должности он проработал пять лет. За это время, кроме жиромучных, было переоборудовано 3 плавбазы для производства прессервов в мелкой расфасовке, внедрено пакетирование, механизированная погрузка рыбопродукции в открытом море на транспортные рефрижераторы с помощью электропогрузчиков.
- В начале 1979 года Каргин Михаил Иванович был назначен Начальником Всесоюзного Рыбопромышленного Объединения (ВРПО) "Севрыба", которое объединяло в себе все рыбопромысловые и ребоперерабатывающие отрасли и производства Мурманской, Архангельской областей и Республики Карелия. В этой должности Михаил Иванович проработал более десяти лет. Весь этот период предприятия, входящие в ВРПО успешно работали, выполняя и перевыполняя план, а оперативная зона промысловых флотов простиралась от Островов Новая Земля, через всю Арктику, южную часть Тихого океана и до Новой Зеландии.
- Для оптимизации научно-исследовательских работ были спроектированы и построены 4 новых научно-исследовательских судна типа "Ф.Нансен", переоборудовано поисковое судно "Артемида", с установкой на нём бортовой ЭВМ, что явилось первым опытом в Министерстве рыбного хозяйства. Для оперативного поиска пелагических рыб и исследования состояния поверхностных слоёв океанических вод, были переоборудованы в воздушные лаборатории два самолёта ИЛ-18 (ДОРР) — дальние рыбные разведчики, на борту которых была установлена самая аппаратура (лазер, тепловизор и др.). Информация с приборов обрабатывалась бортовой ЭВМ и передалась на береговые службы и промысловые суда.
- Для обеспечения бесперебойной работы флотов быстрыми темпами развивались береговые предприятия. В начале 1980-х годов на Мурманском рыбокомбинате ввели в строй 3-й коптильный завод, производственной мощностью 35 тонн готовой продукции в сутки. В середине 1980-х годов был построен единственный в стране белковый завод, который выпускал высококачественные крабовые палочки, искусственную красную и чёрную икру (по виду и вкусу неотличимую от настоящей), рыбный гидролизат и колбасу. Прошли модернизацию Нарьянмарский, Архангельский, Беломорский, Петрозаводский, Сортавальский рыбокомбинаты, в Архангельске построили водораслёвый завод, который, помимо пищевой продукции, вырабатывал манит - препарат для замещения крови. Был построен новый Дом междурейсового отдыха для рыбаков ("Меридиан"), корпус единственной в стране специализированной больницы для рыбаков, невиданными до этого темпами и объёмами строилось жильё для рыбаков и тружеников рыбоперерабатывающих производств.
- В 1985 году за героизм во время ВОВ и учитывая не менее героический и самоотверженный труд рыбаков в мирное время (особенно успехи за период 1980-1985гг.), Мурманск был удостоен звания Города-Героя, Мурманская судоверфь была награждена орденом Октябрьской Революции, а Мурманский рыбокомбинат — орденом «Знак Почёта». Каргин М.И. был избран делегатом XXVI съезда КПСС и Депутатом Верховного Совета СССР 11 созыва. За все годы существования "Севрыбы" Каргин Михаил Иванович был самым продуктивным и успешным её руководителем. Под его руководством это огромное рыбопромышленное объединение никогда не "заваливало" план, наоборот, шло всегда в авангарде труда и прогресса.
- В апреле 1989 года, получив сообщение об аварии на атомной подводной лодке "Комсомолец, Каргин М.И. сразу же дал указание флагману немедленно снять с промысла ближайшие суда и следовать на спасение экипажа терпящей бедствие подводной лодки. Благодаря слаженным и оперативным действиям плавбаза "Алексей Хлобыстов" первой прибыла в район катастрофы и ей удалось спасти часть экипажа подлодки. В конце 1989 года, отказавшись от должности заместителя Министра Рыбного хозяйства СССР, Каргин Михаил Иванович был назначен Представителем МРХ СССР в Республике Перу, где проработал до середины 1993 года. В этот период на рейде Кальяо постоянно находилось до 35 крупнотоннажных судов "Севрыбы", "Запрыбы", "Азчеррыбы", которые проходили межрейсовый ремонт, а также менялись экипажи. Кроме этого 15 судов ВРПО "Севрыбы" работали в экономической зоне Перу по контракту. С приходом к власти Президента Альберто Фухимори начались провокации против нашего флота и его пришлось срочно выводить из зоны Перу.
- Вернувшись на Родину, вышел на пенсию и переехал жить в город Кострому, где до 2003 года работал директором Ассоциации "Костромарыбхоз". До выхода на пенсию, находясь на государственной службе, был награждён орденом "Знак Почёта" и орденом Трудового Красного Знамени, а также многочисленными медалями, в числе которых медаль в честь 300-летия Российского флота, являлся Заслуженным работником рыбного хозяйства, Почётным жителем Мурманской области, награждён Знаком Отличия за заслуги перед Мурманской областью. Всю жизнь работал на благо своей Страны.

## Наградыhttps://vk.com/im?sel=174181752и звания
Награждён орденом "Знак Почёта" (1981), Орденом Трудового Красного Знамени, а также многочисленными медалями, в числе которых медаль "В честь 300-летия Российского флота". Являлся Заслуженным работником рыбного хозяйства СССР и РФ, Почётным жителем Мурманской области. Награждён Знаком отличия перед Мурманской областью.